# 郭懷一
郭懷一（？—1652年9月12日），荷兰文献中称五官懷一，明末清初福建人，為台灣荷蘭統治時期的開墾領袖、郭懷一事件的領導人。

## 生平
郭懷一原为郑芝龙的部下。郑芝龙降清后，郭懷一留居臺灣，可能在今臺南市永康區一帶從事墾殖，實際地點由於荷蘭文獻中是荷蘭文及西拉雅地名，至今不得而知。當時漢人在永康地區種植麻、米等經濟作物，亦發展成交易小村落，即「油車行村」（今稱“車行”），郭懷一為當地領袖，荷蘭文獻作「五官懷一」（Gouqua Faijit）。自1651年後，漢人農民因甘蔗種植減少而謀生困難，又不滿荷軍士兵在臨檢人頭稅時的各種惡行:301-302、318，郭懷一便密謀起事。
但是郭懷一起事卻被當地漢人頭家（cabessa）密告给荷蘭人（另有一說是郭懷一的弟弟郭保宇向荷蘭人通風報信），郭懷一便於1652年9月8日率眾攻打赤崁。不過荷軍很快就擊潰郭懷一的攻勢，郭懷一只得和餘眾退至漚汪（現在的高雄市岡山區後紅里）。12日，荷軍得知郭懷一駐紮在漚汪，遂徵調原住民進攻，郭軍不敵荷軍火槍，很快就被擊潰，有2000人被殺:358，郭懷一在逃亡途中被新港社一位原住民用箭射死。荷蘭人事後拷問殘餘起事領袖，並都以酷刑處死:359。

## 影響
郭懷一事件平息後，荷蘭人考量赤崁缺乏堅固的據點，決定在赤崁新築一座堡壘，並取名為普羅民遮城，即今赤崁樓。

## 其他

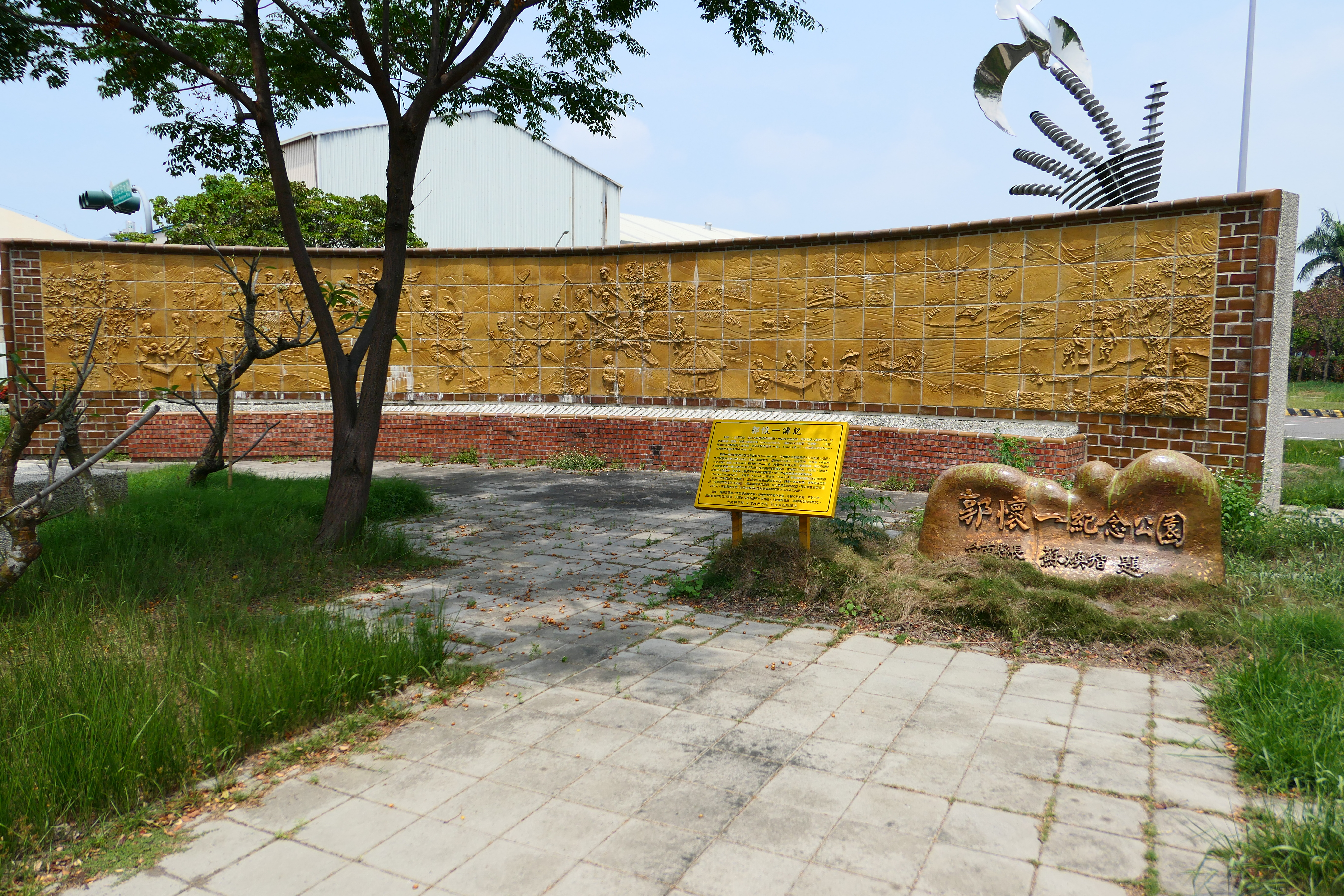
郭懷一紀念公園

在蘇煥智任臺南縣縣長期間，於臺南市永康區的永康科技工業區內設立「郭懷一紀念公園」。

## 延伸阅读
- 1977年《台灣叢談》：台灣史蹟研究會彙編、幼獅文化事業。ISBN 666530189-3